# Daniel Lioneye
I Daniel Lioneye sono un gruppo musicale metal finlandese, fondato ad Helsinki nel 2001 da Mikko "Linde" Lindström, il chitarrista degli HIM, assieme ad altri due componenti della band, Ville Valo e Migé Amour. Negli anni il gruppo ha subito diverse variazioni, ma sempre con Lindström alla guida.

## Storia

### The King of Rock'n Roll(2001)
I Daniel Lioneye sono stati formati dai mebri della love metal band finlandese HIM nel 2001. La band era composta dal cantante chitarrista Mikko "Linde" Lindström (chitarrista negli HIM), dal batterista Ville Valo (cantante negli HIM) e dal bassista Mikko "Mige" Paananen (che ricopre lo stesso ruolo negli HIM) e, secondo Valo, era nata come valvola di sfogo per alleviare lo stress portato dal successo ottenuto dalla band madre dopo l'uscita dell'album Deep Shadows and Brilliant Highlights. Prima dell'album di debutto, la band aveva suonato solo alcuni spettacoli in Finlandia.
Quando il gruppo è entrato in studio per registrare il loro album di debutto con il produttore Hiili Hiilesmaa, avevano solo tre canzoni pronte, tutto il resto è stato quindi scritto durante la fase di registrazione. Secondo Lindström, tutto il materiale non era inizialmente previsto per essere pubblicato, poiché il gruppo aveva già collaborato con Hiilesmaa per molti anni su musica sperimentale inedita. La band decise infine di pubblicare l'album di debutto The King of Rock'n Roll "per scherzo" nella primavera del 2001 in Finlandia e Germania, a cui seguì un mini tour di tre date in alcuni festival finlandesi. Descritto come "psychedelic stoner rock", con testi che trattano in gran parte temi legati al motto "sesso, droga e rock'n' roll", The King of Rock'n Roll ha ricevuto recensioni negative dalla critica, con Pertti Ojala di Soundi che ha definito l'album "sporco, rumoroso e molto spiacevole". Nonostante questo, la title track dell'album è stata in seguito utilizzata dallo skater professionista e personaggio televisivo Bam Margera come tema di apertura della sua serie TV Viva La Bam, la canzone in seguito divenne la seconda canzone finlandese più suonata al mondo nel 2006.

### Vol. II(2010-2011)
Nel febbraio 2010 la band ha annunciato che avrebbe pubblicato un secondo album dal titolo Vol. II nell'aprile dello stesso anno, via The End Records. Con una nuova formazione che prevede il tastierista degli HIM Janne "Burton" Puurtinen e il batterista Black Vomit Bolton al posto di Ville Valo alla batteria, il secondo album presenta un suono molto più pesante dell'album di debutto, venendo descritto da Lindström come "extreme rock'n roll", con influenze black metal. Vol. II ha ricevuto recensioni contrastanti con Antti Mattila di Soundi che lo ha premiato con un punteggio di tre stelle sue cinque, mentre Eduardo Rivadavia di AllMusic l'ha definito "chiaramente un affare di successo". Nel 2011 la band si è imbarcata nel suo primo tour negli Stati Uniti come band di supporto dei Cradle of Filth, con Seppo Tarvainen alla batteria e Manu Patel alle backing vocals.

### Vol. III(2014-2016)
Il 30 dicembre 2014 la line-up originale dei Daniel Lioneye si è riunita per una performance al festival finlandese annuale di Capodanno Helldone. Alla domanda sulla possibilità di pubblicare nuova musica, Lindström ha risposto: "Vediamo se qualcosa potrebbe accadere già l'anno prossimo", anche se nei fatti nel 2015 non è stato pubblicato nulla; tuttavia, il 29 giugno 2016, i Daniel Lioneye hanno annunciato che avrebbero pubblicato il loro terzo album Vol. III il 19 agosto 2016, con Lindström alla chitarra e alla voce, Mige al basso, Burton alle tastiere e Tarvainen alla batteria. La band ha anche annunciato un tour di cinque date in diverse località della Finlandia per settembre 2016. Il 30 giugno 2016 è stata pubblicata la track-listing ufficiale di Vol. III, oltre al primo singolo intitolato Ravensong. Secondo Lindström, musicalmente l'album sarebbe una combinazione dei suoi due predecessori, con "più fuzz-guitar, più canto e meno growl".
Il 4 agosto 2016 è stato pubblicato il video musicale ufficiale della canzone Aetherside, diretto da Matti Penttila. Vol. III ha ricevuto recensioni positive dalla critica, con Neil Z. Yeung di Allmusic che ha affermato "Vol. III è lo sforzo maggiore compiuto dalla band, bilanciato in pari misura di ferocia e armonia, professionalmente alla pari con qualsiasi cosa i ragazzi abbiano fatto con gli HIM", ribadito anche da Jarkko Jokelainen di Helsingin Sanomat che ha dato all'album una valutazione di quattro stelle su cinque. La band avrebbe dovuto esibirsi in diversi spettacoli europei nell'autunno 2016, ma le date vennero cancellate a causa della rottura di un braccio da parte del batterista Seppo Tarvainen.

## Formazione
Attuale
- Mikko "Linde" Lindström – voce, chitarra (2001 - presente)
- Mikko "Migé" Paananen – basso (2001 - presente)
- Janne "Burton" Puurtinen – tastiere (2010 - presente)
- Seppo Tarvainen – batteria (2010 - presente)

Membri passati
- Hiili Hiilesmaa – tastiere
- Black Vomit Bolton – batteria (2010)
- Ville Valo – batteria (2001, 2014)
- Manu Patel - backing vocals (2011)

## Discografia
- 2001 – The King of Rock'n Roll
- 2010 – Vol. II
- 2016 – Vol. III